# 尼揚加省
尼揚加省（法語：Nyanga）是加蓬的9個省份之一，位於該國西南端，首府奇班加（Tchibanga），下分4縣，北接恩古涅省，東面和南面是剛果共和國，西臨畿內亞灣，西北面是濱海奧果韋省，面積21,285平方公里。

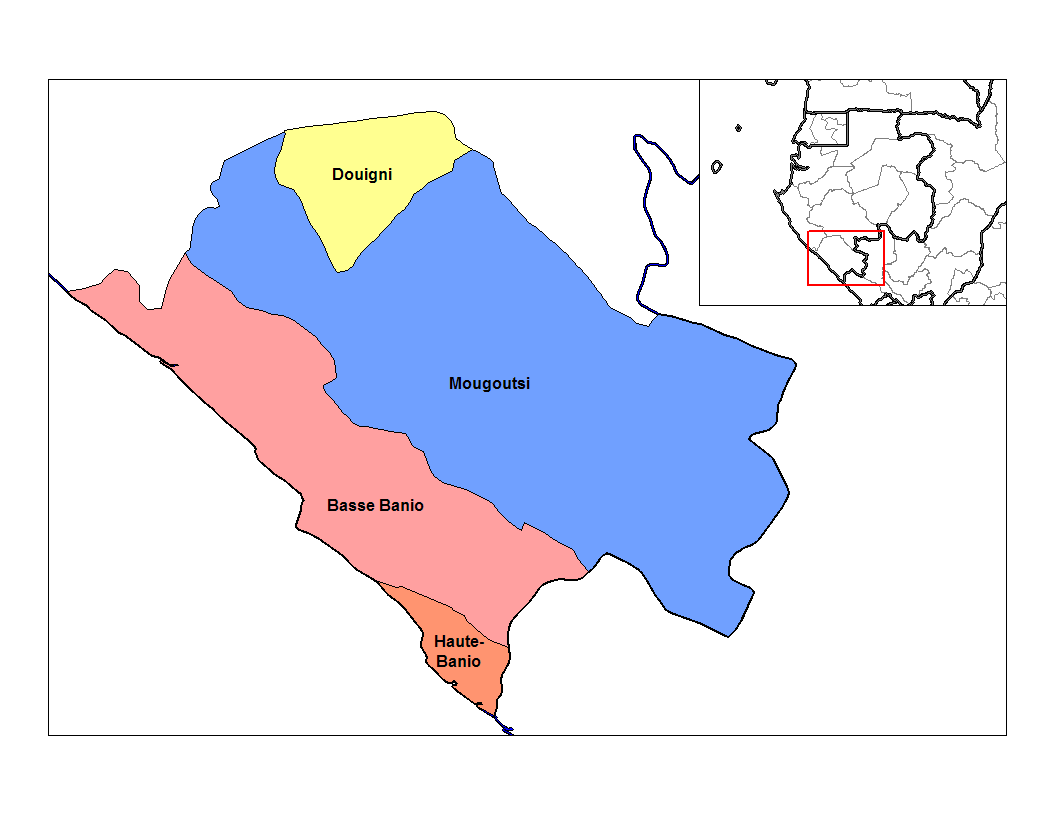
尼揚加省的縣份